# لين أولمان
لين أولمان (بالنرويجية: Linn Ullmann)‏ هي ناقدة أدبية وصحفية وكاتِبة وممثلة نرويجية، ولدت في 9 أغسطس 1966 بأوسلو في النرويج. من الجوائز التي نالتها جائزة دوبلوغ ‏ سنة 2017.

## أعمال

### أفلام
- (1972) صياح وهمس

## جوائز
- جائزة دوبلوغ [الإنجليزية]‏ (2017)

## وصلات خارجية
- لين أولمان على موقع IMDb (الإنجليزية)
- لين أولمان على موقع مونزينجر (الألمانية)
- لين أولمان على موقع ألو سيني (الفرنسية)
- لين أولمان على موقع أول موفي (الإنجليزية)
- لين أولمان على موقع قاعدة بيانات الأفلام السويدية (السويدية)
- لين أولمان على موقع كينوبويسك (الروسية)